# Бибирево (Смоленская область)
Би́бирево   — деревня  в  Смоленской области России,  в Ельнинском районе. Население — 1 зарегистрированный житель  2017 .  Расположена в юго-восточной части области  в 13 км к югу от города Ельня, у автодороги  Р137 Сафоново — Рославль,  на левом берегу реки Десна. Входит в состав Новоспасского сельского поселения.   

## История
В годы Великой Отечественной войны деревня была местом ожесточённых боёв и дважды была оккупирована гитлеровскими войсками. 1-й раз в июле 1941 года (освобождена в ходе Ельнинской операции), 2-й раз в октябре 1941 года (освобождена в ходе Ельнинско-Дорогобужской операции в 1943 году).  Была освобождена 68-й армией.